# Anders Habenicht
Anders Habenicht, född 8 mars 1979 i Nacka, är en svensk skådespelare och kortfilmare.
Habenicht studerade på Stockholms Teaterinstitut 2002–2003 och inledde 2005 studier vid filmregilinjen på Dramatiska Institutet. Han har medverkat som skådespelare i filmerna Emmas film och Eva & Adam – fyra födelsedagar och ett fiasko och har regisserat kortfilmerna Emmas film, Anton som ingen ser, Mellan 11 och 12 och Signaler.

## Filmografi
Regi
- 2007 – Signaler
- 2008 – Mellan 11 och 12
- 2008 – Anton som ingen ser
- 2009 – An Honourable Day
- 2009 – Emmas film

Roller
- 2001 – Eva & Adam – fyra födelsedagar och ett fiasko
- 2009 – Emmas film
- 2020 – Sommaren med släkten (TV-serie)